# Acantholespesia signata
Acantholespesia signata là một loài ruồi trong họ Tachinidae.